# La trappola (film 1975)
La trappola (La Cage) è un film del 1975 diretto da Pierre Granier-Deferre.

## Trama
Julien, un costruttore edile, viene invitato dalla sua ex moglie Hélène, una scrittrice svedese, nella sua villa isolata alla periferia di Parigi. I due sono stati sposati per dieci anni, ma la loro relazione è finita cinque anni prima, e non si vedono da oltre un anno. Quando Julien arriva, Hélène, incapace di accettare la separazione, lo intrappola in una cella sotterranea che ha allestito con cura, dotata di materassi, un lavandino e una toilette. Il suo obiettivo è costringerlo a confrontarsi con lei sul fallimento del loro matrimonio.
Inizialmente, Julien reagisce con rabbia, ma col tempo accetta di parlare. Il dialogo diventa un viaggio doloroso nelle colpe e nei rancori reciproci, mentre emergono le fragilità emotive di Hélène. Tuttavia, la donna, tormentata e incapace di accettare la realtà, tenta di ucciderlo saturando la stanza di gas, salvo poi pentirsi all’ultimo momento. Mentre Julien cerca disperatamente di salvarsi, un postino ignaro suona il campanello, innescando un’esplosione che distrugge la casa. Entrambi sopravvivono miracolosamente, ma resta incerto se Julien potrà mai perdonare Hélène o se l’episodio segnerà la definitiva rottura tra loro.